# David Berg
David Brandt Berg (Oakland, 18 febbraio 1919 – Costa de Caparica, 1º ottobre 1994) è stato un religioso statunitense.
Spesso conosciuto con lo pseudonimo di Mosè David, è stato il fondatore e leader dei Figli di Dio, visto come un profeta di questo nuovo movimento religioso statunitense derivato da un gruppo di dissidenti Hippie del Jesus movement. Oggi sono chiamati anche La Famiglia Internazionale.

## Primi anni (1919-1968)
David Berg è nato a Oakland, Stati Uniti, il 18 febbraio 1919, figlio di Hjalmer Emmanuel Berg e rev. Virginia Brandt (figlia di un evangelista cristiano rev. John Lincoln Brandt (1860-1968). Suo padre era svedese. David era il più giovane dei tre figli, con un fratello, Hjalmer, nato nel 1911, e una sorella, Virginia, nata nel settembre 1915. David Berg si era diplomato alla High School di Monterey Institute in California nel 1935 e presso la Scuola di amministrazione aziendale "Elliott".
Berg, come suo padre, divenne ministro di culto dell'Alleanza cristiana e missionaria a Valley Farm in Arizona. Berg è stato temporaneamente separato dall'organizzazione a causa delle differenze nei loro insegnamenti. Nei suoi sermoni, Berg ha sostenuto che l'espulsione era dovuta alla sua iniziativa per una maggiore diversità razziale nella sua congregazione.
Fred Jordan era un amico di Berg e leader. Egli ha incoraggiato Berg e la sua famiglia ad aprire una filiale della sua Clinica dell'anima a Miami, Florida, Stati Uniti ed una scuola di formazione missionaria. Dopo i problemi inizialmente affrontati con le autorità locali per i loro metodi di guadagnare seguaci, Berg si trasferisce con la famiglia in Texas.

## Figli di Dio (1968-1994)
David Berg (noto anche come il re David, Mosè David, padre David, papà David, nonno David dai membri dei Figli di Dio), nel 1968, ha fondato il Nuovo movimento religioso chiamato i Bambini di Dio, in seguito chiamati come La Famiglia Internazionale, insieme ad un gruppo di dissidenti Hippie del Jesus movement a Huntington Beach, in California. Berg e il suo gruppo hanno vissuto nei seguenti paesi (tra gli altri): Stati Uniti, Regno Unito, Francia, Spagna, Sudafrica, Filippine, Giappone, Canada, Portogallo e Ecuador. Ha vissuto in totale isolamento e con il segreto dei suoi seguaci e, insieme alla moglie Karen Zerby, si pensa che abbia usato un passaporto falso australiano per poter viaggiare.
Ha avuto almeno sei donne nel corso della sua vita ed anche due figlie e due nipoti. La figlia maggiore di Berg, Deborah Davis, ha scritto un libro in cui accusa il padre di comportamento sessuale deviato e afferma che lui ha molestato sessualmente sia lei che sua sorella quando erano bambine, e che lui cercò di fare sesso con lei anche quando divenne adulta. Sua sorella, Faith Berg, ha corroborato queste accuse ma lo ha descritto in modo positivo. In un caso di affidamento dei figli in nipote del Regno Unito di Berg, ha testimoniato che Berg ha abusato sessualmente di lei quando era un'adolescente. Un altro dei nipoti di Berg, Joyanne Treadwell Berg, ha parlato alla televisione americana di abuso sessuale da parte di David Berg. Il figlio adottivo di Berg, Ricky Rodriguez, ha scritto un articolo sul sito web MovingOn.org che descrive Berg in attività sessuali che coinvolgono lui in modo irregolare sia con donne che con bambini. Davida Kelley e la figlia Sarah Kelley, hanno accusato Berg inviando un articolo sul magazine Rolling Stone. Nello stesso articolo, una donna identificata come Armendria ha affermato che David Berg spesso abusò di lei quando aveva tredici anni.
Berg ha predetto diversi eventi eventi apocalittici, ma nessuna delle sue previsioni profetiche si sono avverate. La sua previsione più famosa fu che la cometa Kohoutek  avrebbe distrutto gli Stati Uniti nel 1973 e poi anche nel 1974. Un altro evento era la sua previsione che la Grande Tribolazione iniziava nel 1989 e la seconda resurrezione di Gesù Cristo sarebbe accaduta nel 1993. Durante la sua vita ha scritto o dettato oltre 3.000 scritti, conosciuti come le Lettere di Mo (Lettere Mo) ("MO" viene abbreviato il suo pseudonimo Moses David), che in gran parte hanno coperto temi spirituali o pratiche religiose, e sono stati utilizzati per diffondere il messaggio come introduzione alle politiche ed alla dottrina religiosa ai suoi seguaci. A causa della sua ossessione per la segretezza, fino alla sua morte, tutta l'immagine di lui che è apparso nelle pubblicazioni del gruppo aveva il volto coperto da disegni a matita rudimentali, raffigurante spesso un leone antropomorfo.
Berg morì il 1º ottobre del 1994 e fu sepolto a Costa de Caparica, in Portogallo, dove i suoi resti furono sottoposti alla cremazione. La sua organizzazione è attualmente guidata dalla moglie Karen Zerby che ha preso come sua seconda moglie ("soi-disant") nel mese di agosto del 1969, conosciuta come Madre Maria o Queen Mary all'interno dell'organizzazione e Steven Douglas Kelly (aka americano Christopher Smith, Peter Amsterdam, o re Pietro nei Figli di Dio).

## Vita privata
David Berg ha sposato la sua prima moglie, Jane Miller (conosciuta come Madre Eva nei Bambini di Dio), il 22 luglio 1944 a Glendale (California), Stati Uniti. Da questo matrimonio nacquero quattro figli.
La sua seconda moglie era Karen Zerby, che continua a guidare i Bambini di Dio. Berg informò l'organizzazione che lui aveva adottato un figlio, Ricky Rodriguez. Negli anni settanta e ottanta, fotografie di Rodriguez (alias Davidito) che è stato sottoposto ad abusi sessuali da parte di custodi adulti sono state diffuse in tutto il gruppo di Berg e Zerby in un manuale noto come La storia di Davidito. Nel gennaio del 2005 Rodriquez uccise, prima di suicidarsi poche ore dopo, l'ex membro femminile del gruppo Angela Smith, che era stata coinvolta direttamente nella sua educazione e che tra gli altri aveva abusato di lui da bambino ed un tempo aveva servito come segretaria esecutiva di sua madre Karen Zerby. Anche questo è dimostrato nel libro.

## Le visioni sociologiche
Il sociologo Dr. Thomas Robbins ha sostenuto che la direzione Berg dei Bambini di Dio si è basata su una autorità carismatica.